# Omm ol Khazeyn
Omm ol Khazeyn (persiska: امّ الخزین) är en ort i Iran.   Den ligger i provinsen Khuzestan, i den västra delen av landet, 600 km söder om huvudstaden Teheran. Omm ol Khazeyn ligger 5 meter över havet och antalet invånare är 399.
Terrängen runt Omm ol Khazeyn är mycket platt. Runt Omm ol Khazeyn är det ganska tätbefolkat, med 54 invånare per kvadratkilometer. Närmaste större samhälle är Yūkhān, 1,7 km öster om Omm ol Khazeyn. Trakten runt Omm ol Khazeyn är ofruktbar med lite eller ingen växtlighet.